# حصن بن محفوظ (عمد)

تعديل مصدري - تعديل

حصن بن محفوظ هي إحدى قرى  بمديرية عمد التابعة لمحافظة حضرموت، بلغ تعداد سكانها 18 نسمة حسب تعداد اليمن لعام 2004.